# Amastus medara
Amastus medara là một loài bướm đêm thuộc phân họ Arctiinae, họ Erebidae.